# Île-de-France (ovelha)

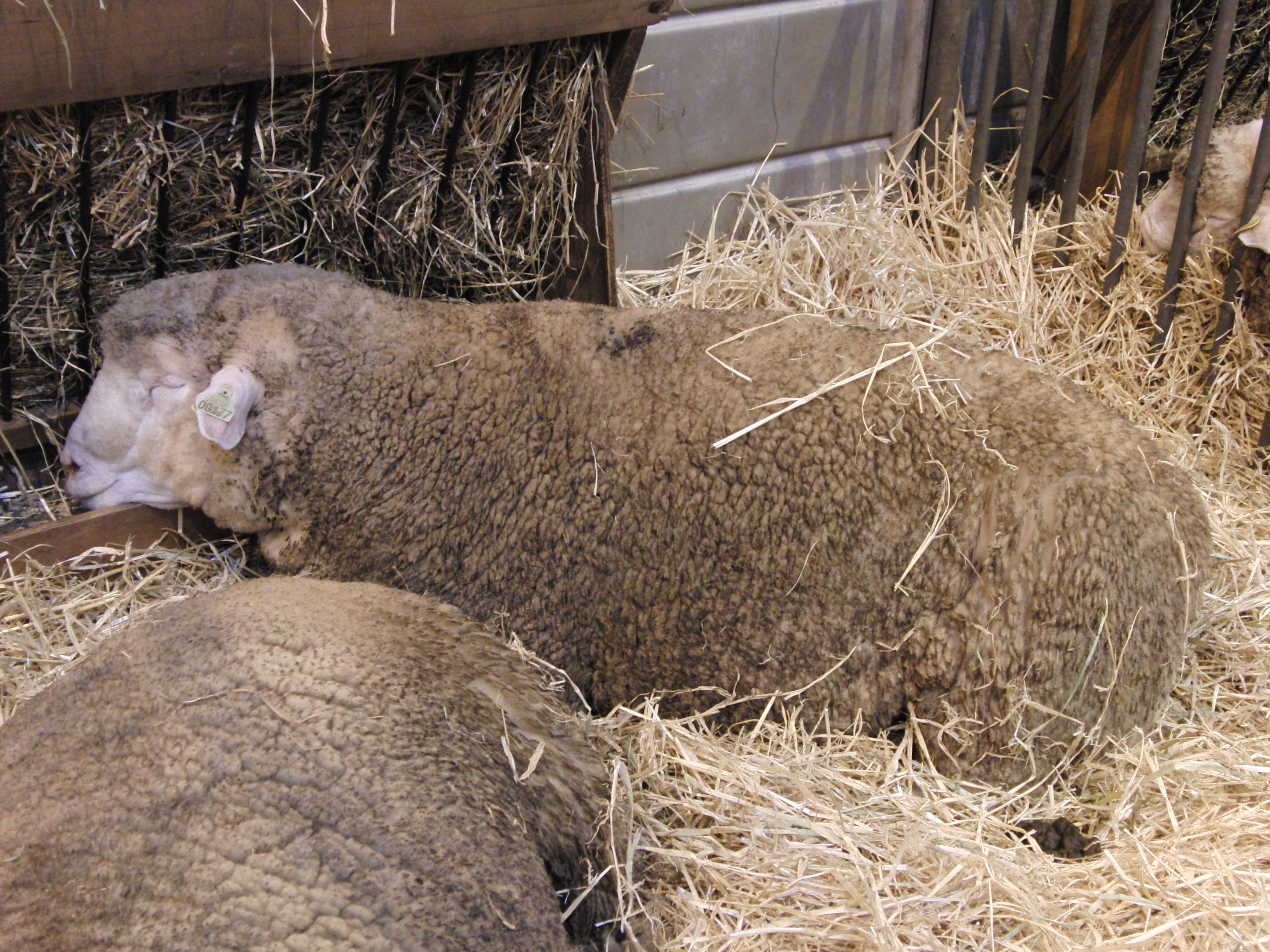
Île-de-France sheep - Paris International Agricultural Show 2011, Paris, France

Île-de-France é uma raça de ovelha nativa a região francesa de Île-de-France, próximo a Paris. Ela foi desenvolvida por estudantes de veterinária franceses na década de 1830 a partir de cruzamentos das raças Dishley Leicester e Rambouillet, sendo originalmente conhecida como Dishley Merino. Ile de France, trazida para o Brasil em 1973. Se destaca pela qualidade de carne Premium , fácil acabamento de carcaça , ganho de peso elevado , principalmente até o desmame . As matrizes da raça são muito proliferas e com alta produção de leite. 
Também sendo considerada como uma das melhores carnes entre as raças de ovinos do mundo, por sua palatabilidade, marmoreio e sabor acentuado, possui também uma consistência mais tenra o que leva a preferência dos grandes mestres de cozinha.
Também se destaca por ser uma das carnes com melhor palatabilidade e marmoreio entre as raças de ovinos, com sabor acentuado e de consistência mais tenra